# Desperate Character
Desperate Character è l'album di debutto della cantautrice britannica Kirsty MacColl, pubblicato nel 1981 dalla Polydor. L'album è stato ripubblicato nel 1985 con il titolo eponimo Kirsty MacColl, con l'inserimento di tre tracce (Mexican Sofa, Just One Look e la versione country di There's a Guy Works Down the Chip Chop Sweards He's Elvis) in sostituzione di altrettante presenti nell'edizione originale (Annie, Roman Gardens, Berlin). Le tracce inserite nell'edizione del 1985 erano state originariamente registrate nel 1993 per far parte di un successivo album in studio dell'artista, poi accantonato. La cantautrice tornò a pubblicare un disco soltanto nel 1989 con Kite.
Il disco è stato rimasterizzato e pubblicato per la prima volta in formato cd l'8 ottobre 2012 dall'etichetta discografica Union Square Music con la lista tracce originale della pubblicazione del 1981, e nel 2021 in formato digitale dalla Universal.
Il brano Just One Look è una cover dell'omonimo brano di Doris Payne e Gregory Carroll del 1963, mentre invece He Thinks I Still Care è una reinterpretazione del brano She Thinks I Still Care di George Jones.

## Tracce
Desperate CharacterLP (Polydor 2383 611)
1. Clock Goes Round – 2:36 (Kirsty MacColl)
2. See That Girl – 3:01 (Kirsty MacColl)
3. There's a Guy Works Down the Chip Shop Swears He's Elvis – 3:07 (Kirsty MacColl, Philip Rambow)
4. Teenager in Love – 2:35 (Kirsty MacColl)
5. Mexican Sofa – 3:14 (Kirsty MacColl, Lu Edmonds)
6. Until the Night – 3:12 (Kirsty MacColl, Phil Johnstone)
7. Falling for Faces – 2:30 (Kirsty MacColl, Lu Edmonds)
8. Just One Look – 2:18 (Doris Payne, Gregory Carroll)
9. The Real Ripper – 3:22 (Kirsty MacColl, Lu Edmonds)
10. Hard to Believe – 2:18 (Kirsty MacColl)
11. He Thinks I Still Care – 2:56 (Royden D. Lipscombe, Steve Duffy)
12. There's a Guy Works Down the Chip Shop Swears He's Elvis (Country version) – 3:46 (Kirsty MacColl, Philip Rambow)

Kirsty MacColl (Riedizione del 1985)
1. Clock Goes Round – 2:36 (Kirsty MacColl)
2. See That Girl – 3:01 (Kirsty MacColl)
3. There's a Guy Works Down the Chip Shop Swears He's Elvis – 3:07 (Kirsty MacColl, Philip Rambow)
4. Teenager in Love – 2:35 (Kirsty MacColl)
5. Annie – 4:33 (Kirsty MacColl)
6. Until the Night – 3:12 (Kirsty MacColl, Phil Johnstone)
7. Falling for Faces – 2:30 (Kirsty MacColl, Lu Edmonds)
8. Roman Gardens – 2:18 (Hamish MacColl, Gavin Povey)
9. The Real Ripper – 3:22 (Kirsty MacColl, Lu Edmonds)
10. Hard to Believe – 2:18 (Kirsty MacColl)
11. He Thinks I Still Care – 2:56 (Royden D. Lipscombe, Steve Duffy)
12. Berlin (Kirsty MacColl)
13. Man with No Name (Solo nell'edizione speciale) – 3:00 (Kirsty MacColl)
14. Sleepless Night (Solo nell'edizione speciale) (Kirsty MacColl)

## Crediti e personale
- Kirsty MacColl - voce
- Lu Edmonds - chitarra
- Billy Bremner - chitarra, cori
- Malcolm Morley - chitarra
- Phil Rambow - chitarra
- Barry "Bazza" Farmer - chitarra
- Glyn Havard - basso
- Paul Riley - basso
- Gavin Povey - pianoforte
- Ben Mandelson - violino
- "Irish" John Erle - sassofono tenore e baritono
- Ray Beavis - sassofono tenore
- Chris Gower - trombone
- Dick Hanson - tromba
- Lee Lewus - armonica
- Blanche McAdorey - cori

Specifiche tecniche
- Barry "Bazza" Farmer - produzione, mixaggio
- Kirtsy MacColl - mixaggio
- Rob O'Connor - progettazione, direzione artistica
- Alan Ballard - fotografo della copertina
- John Anderson - colorazione a mano

Tracce pubblicate nella nuova edizione
- Dave Jordan - produttore
- Philip Bodger - ingegnere del suono
- Registrazione: Regent Park Studios

## Classifiche
| Paese       | Posizione raggiunta |
| ----------- | ------------------- |
| Paesi Bassi | 44                  |